# Ede Szigligeti
Ede Szigligeti, Va néixer József Szathmáry, (Oradea (llavors, Nagyvárad-Olaszi), 8 de març, 1814 - Budapest, 19 de gener, 1878) va ser un dramaturg hongarès.

## Biografia
Els pares d'Ede l'haurien fet sacerdot; ell volia ser un gran metge; finalment va entrar al despatx d'un enginyer. Però el seu cor ja estava dedicat al drama i, el 15 d'agost de 1834, malgrat la prohibició del seu tirànic pare, va aparèixer a l'escenari de Budapest. Aleshores, el seu pare va prohibir a Ede que portés el seu nom en el futur, i el jove Szathmary va adoptar en el seu lloc el nom d'Ede Szigligeti, l'heroi d'un dels romanços de Sandor Kisfaludy.
Es va mantenir durant els anys següents amb prou precarietat, guanyant com a poc més de dotze florins al mes, però al mateix temps es va dedicar amb assiduïtat al teatre i va dibuixar diverses obres, tan diferents de les obres "originals". Aleshores va estar de moda (The Played-out Trick va aparèixer de fet als taulers) que van cridar l'atenció de coneixedors com Vorosmarty i Bajza que van animar calorosament el jove escriptor. El 1840, la recentment fundada Acadèmia Hongaresa va coronar el seu drama en cinc actes Rosa, el paper principal del qual va ser interpretat de manera brillant per Rosa Laborfalvy, la gran actriu, que es va casar posteriorment amb Mór Jókai.
Szigligeti era ara una celebritat. El 1840 va ser elegit membre de l'Acadèmia i el 1845 membre de la Societat Kisfaludy. Ara era el principal dramaturg hongarès. Tres de les seves obres van ser coronades pel Teatre Nacional i setze per l'Acadèmia. El seu veredicte sobre tots els temes dramàtics va ser considerat durant anys com a definitiu, i va ser el mentor de tots els joves dramaturgs emergents de la dècada de 1860. Durant el mig segle de la seva carrera dramàtica, Szigligeti va escriure no menys d'un centenar de peces originals, totes elles destacables per l'enginy inesgotable de les seves trames, la seva tècnica actualitzada i l'habilitat consumada amb què l'autor va utilitzar la impactant i inesperat, efectes per produir el seu desenllaç. No va escriure, potser, cap obra de geni, però va divertir i captivar el públic magiar durant una generació i mitja.
Les tragèdies de més èxit de Szigligeti van ser Gritti (1844), Paul Beldi (1856), Light's Shadows (1865), Struensee (i&ii), Valeriaa i The Pretender (1868). Les seves tragèdies, per regla general, manquen de pathos i sublimitat. Molt més destacables són les seves comèdies. És un perfecte mestre de l'art de teixir complicacions, i prefereix seleccionar els seus temes de la vida quotidiana de les classes mitjanes i altes. Les millors d'aquestes comèdies són The Three Commands of Matrimony (1850), Tuneful Stevey (1855), Mamma (1857), The Reign of Woman (1862) i especialment la farsa Young Lilly (1849). També va traduir l'Egmont de Goethe i el Ricard III de Shakespeare, i va escriure una obra dramatúrgica titulada El drama i les seves varietats. Algunes de les seves obres de teatre han aparegut en alemany.